# ガス檢グループ
ガス檢（がすけん）は、埼玉県朝霞市に本社を置く、日本の高圧ガスプラントの保安検査や設計、施工を行う保安事業会社である。高圧ガス保安協会の認定業者となっている。また同時に関連会社のガス檢中部（がすけんちゅうぶ）（本社静岡県静岡市駿河区）も同時に述べる。ガス檢は東北地方と関東地方を担当し、ガス檢中部は東海とその他の中部地方を担当している。

## 沿革
- 1968年 - 東京都板橋区成増にて設立。
- 1974年 - 静岡ガス檢設立（現在のガス檢中部）
- 1979年 - 埼玉県朝霞市に移転。
- 1997年 - 静岡ガス檢、社名を現在のガス檢中部に社名変更する。
- 1998年 - 貯槽開放検査新システム「短縮くん」を開発。
- 2000年 - 通商産業大臣指定 指定保安検査機関 資格取得（液化石油ガス）
- 2002年 - 経済産業大臣指定 指定保安検査機関 資格取得（液化石油ガス・一般高圧ガス）

| スタブアイコン | サブスタブ | この項目は、まだ閲覧者の調べものの参照としては役立たない、企業に関連した書きかけの項目です。この項目を加筆・訂正などしてくださる協力者を求めています（PJ:経済）。 |